# Тигода (станция)
Тигода — станция на линии Волховстрой — Чудово Санкт-Петербургского отделения Октябрьской железной дороги.

## Пригородное сообщение
Через станцию с остановкой по ней проходит электропоезд ср,сб,вс Волховстрой-1 - Чудово-1, пн,вт,чт,пт - станция является конечной